# José Raymundo del Río
José Raymundo del Río Cruz (1783-1866) político durante los años de la organización del estado de Chile, fue ministro del director supremo Ramón Freire y de los presidentes Agustín Eyzaguirre, Ramón Freire, Francisco Antonio Pinto, Francisco Ramón Vicuña, José Tomás Ovalle y Manuel Bulnes.

## Biografía
Fue hijo de Gaspar del Río y Arcaya y Nieves de la Cruz y Goyeneche, durante la Guerra de Independencia de Chile se unió al bando patriota, capitaneando ejércitos voluntarios, al llegar la reconquista de Chile fue exiliado a Mendoza y al saber sobre la independencia definitiva de Chile volvió al país e hizo donaciones al gobierno para que se realizara la Expedición Libertadora del Perú.
Prosiguió esta vez con una carrera política más tranquila como subsecretario de hacienda y oficial mayor, asumió en 1823 como senador suplente por Concepción (Chile) pero nunca fue llamado a incorporarse, también fue miembro civil corriente en la Gran Convención.
Como subsecretario le tocó ser ministro suplente o interino de hacienda en diferentes periodos y de manera separada desde 1825 a 1842.
Se alejó de la vida política ya que de a poco empezó a perder la vista, falleció ciego en 1866.
| Predecesor: Pedro Nolasco Mena                 | Ministro de Hacienda de Chile 1823      | Sucesor: Diego José Benavente      |
| Predecesor: Francisco Ramón Vicuña             | Ministro de Hacienda de Chile 1825      | Sucesor: Rafael Correa de Saa      |
| Predecesor: Melchor de Santiago Concha y Cerda | Ministro de Hacienda de Chile 1826-1827 | Sucesor: Ventura Blanco Encalada   |
| Predecesor: Ventura Blanco Encalada            | Ministro de Hacienda de Chile 1827-1828 | Sucesor: Francisco Ruiz-Tagle      |
| Predecesor: Manuel José Huici                  | Ministro de Hacienda de Chile 1829      | Sucesor: Pedro José Prado Montaner |
| Predecesor: Juan Francisco Meneses             | Ministro de Hacienda de Chile 1830      | Sucesor: Manuel Rengifo            |
| Predecesor: Joaquín Tocornal                   | Ministro de Hacienda de Chile 1840-1841 | Sucesor: Manuel Rengifo            |
| Predecesor: Manuel Rengifo                     | Ministro de Hacienda de Chile 1842      | Sucesor: Manuel Rengifo            |